# William J. Fishman
William Jack Fishman (* 1. April 1921 in East End, London; † 22. Dezember 2014) war ein britischer Historiker.

## Leben
William Fishman wurde 1921 als Sohn einer russisch-jüdischen Familie im Londoner Stadtteil East End geboren, wo seine Familie eine Schneiderei betrieb. Als er 11 Jahre alt war, zog seine Familie näher an die Docks. Später zog die Familie nach Hackney. Im Alter von 14 Jahren verließ er die Central Foundation Grammar School, um als Büroangestellter tätig zu werden. Gleichzeitig trat er der Labour League of Youth bei. Im Oktober 1936 nahm er an der Schlacht in der Cable Street teil. Später absolvierte Fishman eine Ausbildung zum Lehrer. Nachdem er während des Zweiten Weltkrieges in der britischen Armee diente und in Fernost zum Einsatz kam, unterrichtete er Englisch und Geschichte an der Morpeth School in Bethnal Green. Anschließend war er ab 1954 Schulleiter des Tower Hamlets Further Education College und studierte daneben an der London School of Economics. 1965 erhielt er ein Stipendium für das Balliol College der University of Oxford. 1969 veröffentlichte er sein erstes Buch The Insurrectionists, in welchem er sich mit dem Einfluss der französischen Revolution auf die russische Revolution beschäftigte.  Der Historiker Richard Cobb, den er am Balliol College kennenlernte, ermutigte Fishman sich mit der Sozialgeschichte East Ends zu beschäftigen. 1972 wurde Fishman Barnet Shine Senior Research Fellow für labour studies am Queen Mary, University of London.
Fishman war Gastprofessor am Centre for the Study of Migration des Queen Mary, University of London.
Fishman war verheiratet und hatte zwei Söhne.

## Veröffentlichungen (Auswahl)
- The Insurrectionists (1969)
- East End Jewish Radicals 1875-1914 (1975)
- The Streets of East London (1979)
- East End 1888 (1988)